# Namba-Schrein

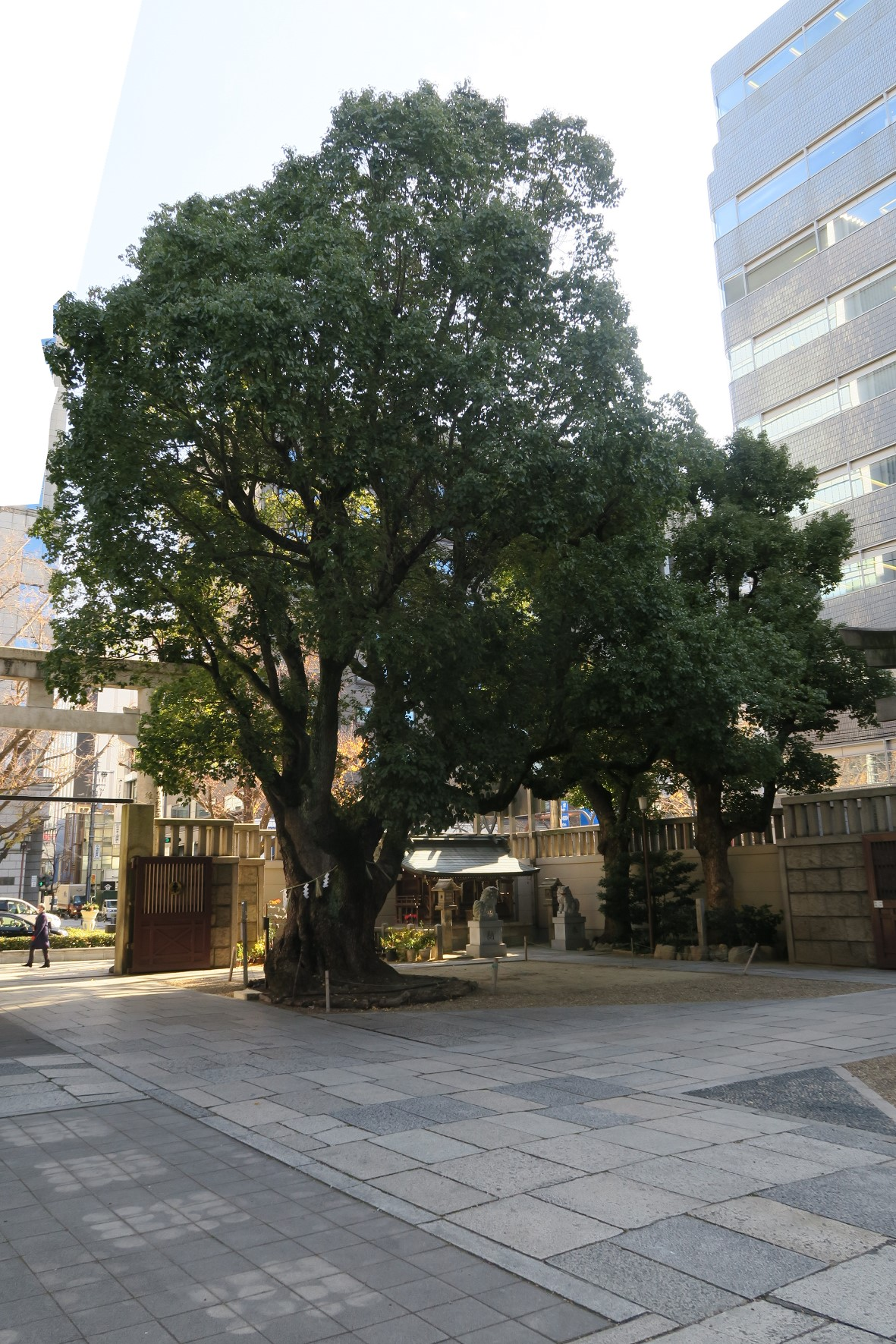
Am Schrein: Alter Baum

Der Namba-Schrein (japanisch 難波神社 Namba-jinja) ist ein Schrein in der Stadt Osaka.

## Übersicht
Der Schrein ist dem 16. Kaiser Japans, Nintoku, gewidmet. Er war der erste Kaiser, der die Hauptstadt nach Osaka (damals Naniwa genannt) verlegte. Er ist für die Geschichte Osakas eine wichtige Persönlichkeit und wird entsprechend in der Stadt verehrt.
Der Schrein wurde im Jahr 415 während der Regierung des 18. Kaisers, Hanzei, in der damaligen Hauptstadt Matsubara in der Präfektur Osaka errichtet. Später, zufällig zur selben Zeit, als Toyotomi Hideyoshi die Burg Ōsaka baute, wurde der Schrein an die heutige Stelle verlegt.
Am Neujahrstag des Jahres 1071 besuchte Kaiser Go-Sanjo auf dem Wege zum Sumiyoshi-Taisha diesen Schrein und legte fest, dass neben Nintoku auch Susanoo und die weibliche Gottheit Uka-no-mitama (倉稲魂) verehrt werden sollen, um Erkrankungen des Volkes zu lindern.
Der Schrein wurde während des Pazifikkriegs am 14. März 1945 bis auf das Torii und die umgebenden Mauern zerstört. Er wurde 1974 in verstärktem Beton wieder aufgebaut.

## Bilder

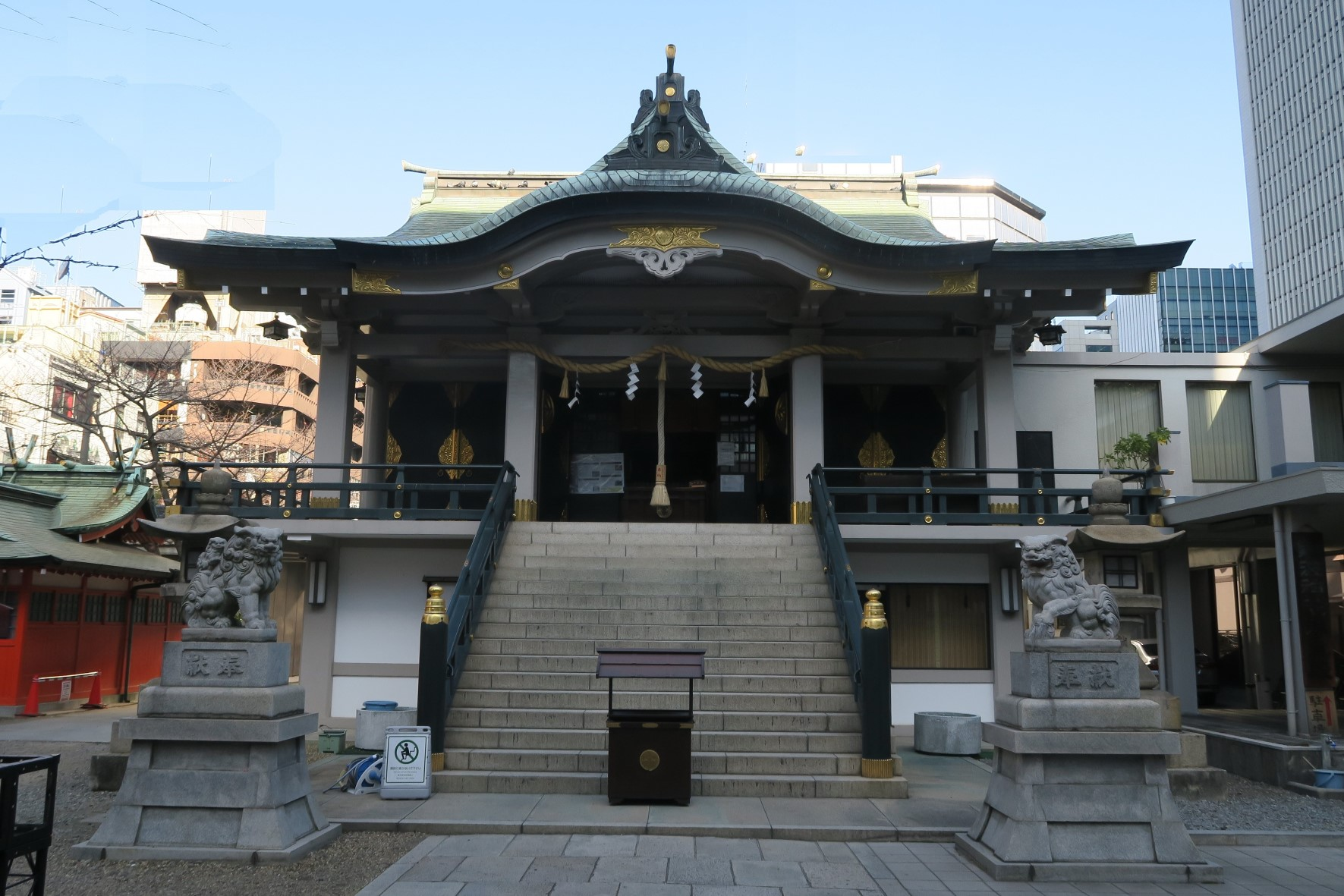
Hauptgebäude
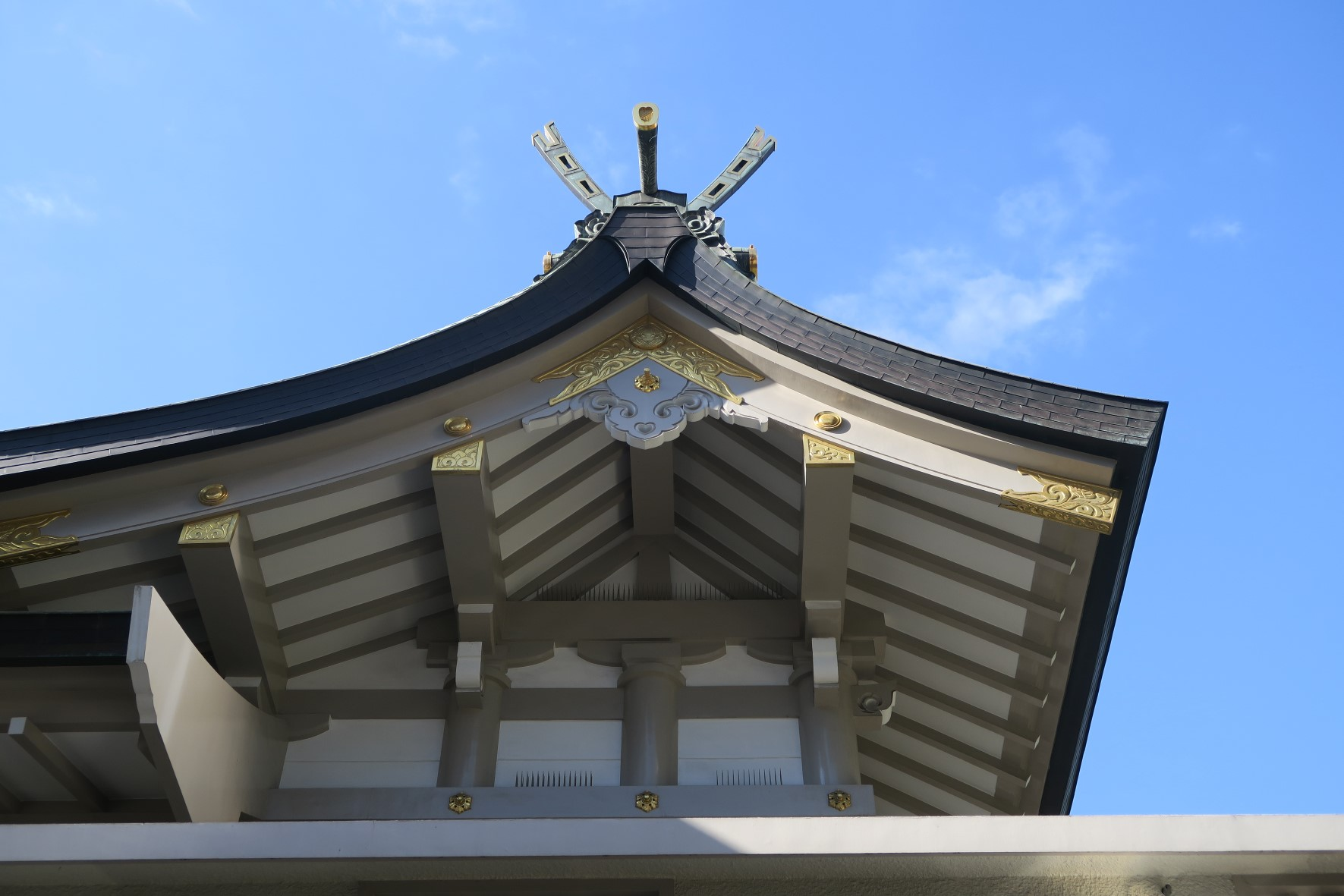
Giebel eines Seiten-Schreins[A 1]
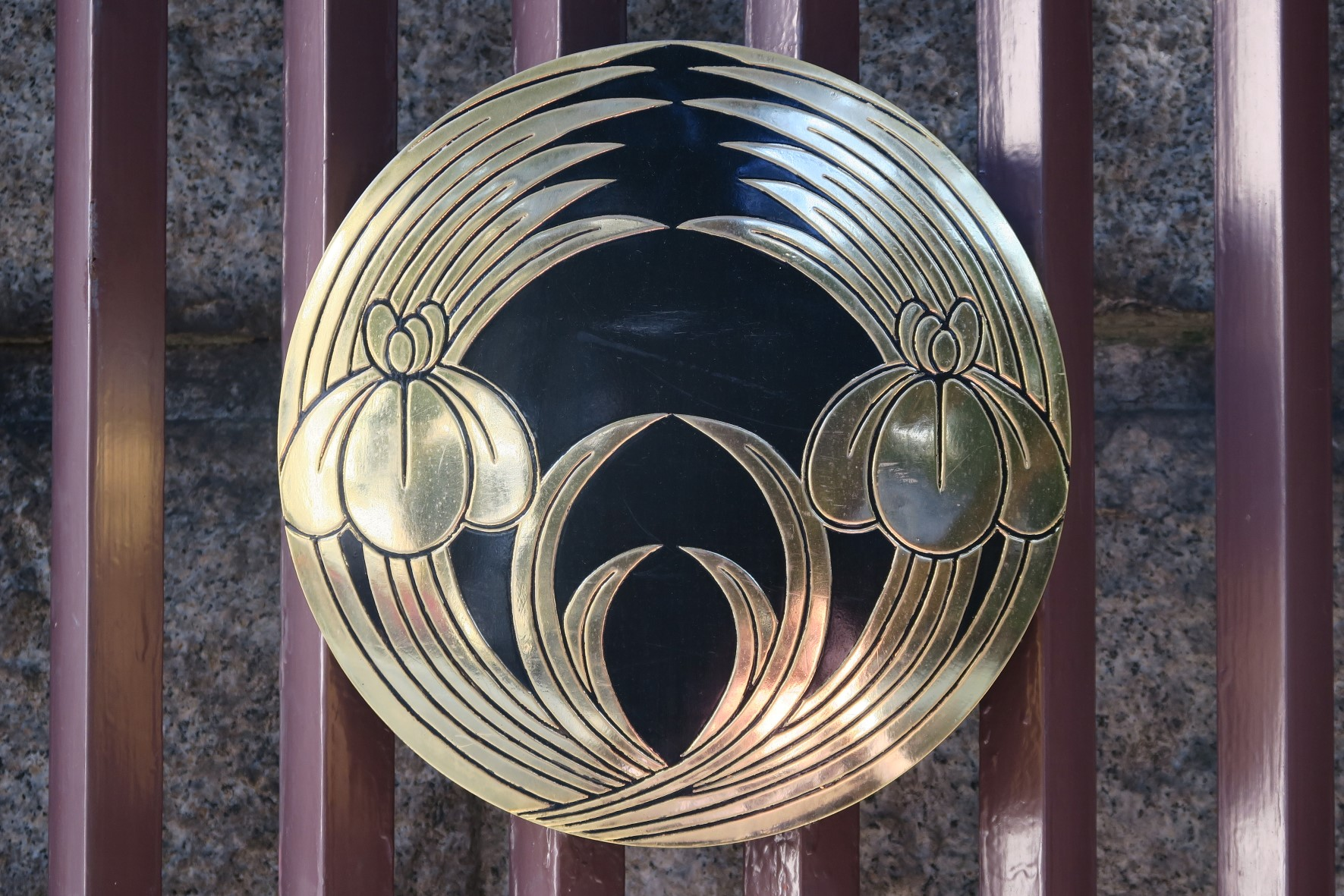
Emblem am Tor